# Urapidil
Urapidil je alfa blokator. 

## Djelovanje
To je lijek koji za razliku od prazosina i doksazosina, posjeduje i visok afinitet za podskupinu središnjih serotoninskih 5-HT1A receptora, koji također sudjeluju u regulaciji krvnog tlaka. Pokazano je da urapidil zadržava dio antihipertenzivnog učinka i kada su periferni alfa-1 receptori već blokirani, te da u njegovu mehanizmu djelovanja sudjeluje i središnji živčani sustav. 

## Primjena
Urapidil dolazi u dva farmaceutska oblika - kapsule i injekcije. Kapsule se koriste za dugoročno liječenje kronične hipertenzije, a injekcije za brzo liječenje kod hipertenzivnih kriza, teških i najtežih oblika hipertenzije te hipertenzije otporne na drugu terapiju. Također, koristi se za kontrolirano snižavanje krvnog tlaka kod bolesnika s visokim tlakom za vrijeme i/ili nakon operacija. Definirana dnevna doza kod kapsula urapidila iznosi 120 mg dnevno, a kod injekcija 50 mg.

## Nuspojave
Urapidil nema nuspojava pri prvom davanju (sinkopa), a nema niti znatnijih učinaka na srčanu frekvenciju. Kao posljedica sniženja krvnog tlaka naročito na početku liječenja mogu nastupiti prolazne pojave vrtoglavice, mučnine i glavobolje. U rijetkim slučajevima javljaju se umor, suhoća usta, poremećaj spavanja, gastrointestinalne smetnje (povraćanje, proljev), alergijske reakcije (svrbež, crvenilo, egzantemi), palpitacija, ubrzanje ili sniženje srčanog ritma (tahikardija ili bradikardija), osjećaj pritiska i boli u prsima (tegobe slične onima kod angine pectoris) i pad krvnog tlaka zbog promjene položaja tijela (ortostatska hipotenzija). 
Zbog različitih individualnih reakcija ovaj lijek i kod propisane uporabe može smanjiti sposobnost upravljanja vozilom i rada na strojevima naročito na početku liječenja, kod promjene lijeka ili istovremenog uživanja alkohola.